# Jardín exótico del Fuerte Napoleón
El Jardín exótico del Fuerte Napoleón (en francés: jardin exotique du fort Napoléon) es un jardín botánico especializado en plantas suculentas o crasas. Se encuentra ubicado en los terrenos del Fuerte Napoleón (Fort Napoléon) a 120 m de altitud por encima de la isla de Terre- de- Haut, en el archipiélago de Les Saintes, Guadalupe y está abierto todos los días.
Fuerte Napoléon fue erigido por primera vez en 1777 como Fuerte Louis, y destruido por los británicos en 1809, reconstruido a partir de 1844 , y se le dio su nombre actual durante el reinado de Napoleón III de Francia. El Jardín exótico de hoy fue creado en 1984 y está vinculado con el Jardín Exótico de Mónaco desde 1986, con el que comenzó el intercambio de plantas en 1987.
Hoy en día el jardín cuenta con una colección de plantas locales y otras suculentas incluidas Agavaceae, Cactaceae, succulent Euphorbia, y Liliaceae. De particular interés son sus colecciones de plantas raras y en peligro de Cactaceae, incluyendo Mammillaria nivosa, Melocactus intortus, Opuntia dillenii, Opuntia rubescens, Opuntia triacantha, Opuntia tuna, Pereskia aculeata, Pilosocereus nobilis, y Selenicereus grandiflorus.